# Sandracottus festivus
Sandracottus festivus es una especie de escarabajo del género Sandracottus, familia Dytiscidae. Fue descrita científicamente por Illiger en 1801.

## Distribución geográfica
Habita en Asia del Sur.